# UEFAチャンピオンズリーグ 2012-13 決勝トーナメント
UEFAチャンピオンズリーグ 2012-13 決勝トーナメント (UEFA Champions League 2012-13 knockout phase)は2013年2月12日から5月25日まで開催されるUEFAチャンピオンズリーグ 2012-13本戦の最終ステージである。グループリーグを勝ち抜いた16チームで行われる。決勝戦は2013年5月25日にロンドンのウェンブリー・スタジアムで開催される。
決勝戦以外はホーム・アンド・アウェー方式で行われる。2試合の合計得点が多いチームが次のラウンドへ勝ち進む。合計得点が同じ場合、アウェーゴールが多いチームが勝ち進む。アウェーゴール数も同じ場合、30分の延長戦が行われる。延長戦でもアウェーゴールが適用されるため、両チームが同じゴール数を決めた場合、必然的にアウェーチームが勝ち進む。延長戦で両チームとも得点が無い場合、PK戦が行われる。

## 抽選・試合日程
すべての抽選はUEFA本部のあるスイス・ニヨンで行われる。
| ラウンド   | 抽選日                | 第一戦                                    | 第二戦                                    |
| ---------- | --------------------- | ----------------------------------------- | ----------------------------------------- |
| ラウンド16 | 2012年12月20日, 11:30 | 2013年2月12-13, 19-20日                   | 2013年3月5-6, 12-13日                     |
| 準々決勝   | 2013年3月15日, 12:00  | 2013年4月2-3日                            | 2013年4月9-10日                           |
| 準決勝     | 2013年4月12日, TBC    | 2013年4月23-24日                          | 2013年4月30日 - 5月1日                    |
| 決勝       | 2013年4月12日, TBC    | 2013年5月25日、ロンドン・ウェンブリーにて | 2013年5月25日、ロンドン・ウェンブリーにて |

## 抽選
ラウンド16の組み合わせ抽選会は2012年12月20日に行われた。
抽選方法
- 同じサッカー協会に所属するチーム同士の対戦は組まれない
- グループリーグにおいて、同一グループの1位と2位の対戦は組まれない
- グループリーグにおいて、グループ首位同士の対戦は組まれない
- グループリーグにおいて、グループ2位同士の対戦は組まれない
- グループ2位チームが第1戦のホームチームとなる

抽選手順
- ポットBからグループ2位チームが引かれ、第1戦のホームチームに当てられる
- グループ首位チームのボウル8個のうち、対戦可能なチームだけのボール1個ずつがポットAに投入される
- ポットAからグループ首位チームが引かれ、第1戦のアウェーチームに当てられる

| ラウンド16抽選の凡例         |
| ---------------------------- |
| グループリーグ首位 (ポッドA) |
| グループリーグ二位 (ポッドB) |

| 組 | ポッドA                | ポットB                |
| -- | ---------------------- | ---------------------- |
| A  | パリ・サンジェルマン   | ポルト                 |
| B  | シャルケ               | アーセナル             |
| C  | マラガ                 | ミラン                 |
| D  | ドルトムント           | レアル・マドリード     |
| E  | ユヴェントス           | シャフタール・ドネツク |
| F  | バイエルン・ミュンヘン | バレンシア             |
| G  | バルセロナ             | セルティック           |
| H  | マンチェスター・U      | ガラタサライ           |

## ラウンド16
第一戦は2013年2月12-13, 19-20日、第二戦は3月5-6, 12-13日に開催される。
| チーム #1              | 合計      | チーム #2                    | 第1戦 | 第2戦 |
| ---------------------- | --------- | ---------------------------- | ----- | ----- |
| ガラタサライ           | 4 - 3     | シャルケ                     | 1 - 1 | 3 - 2 |
| セルティック           | 0 - 5     | ユヴェントス                 | 0 - 3 | 0 - 2 |
| アーセナル             | 3 - 3 (a) | バイエルン・ミュンヘン       | 1 - 3 | 2 - 0 |
| シャフタール・ドネツク | 2 - 5     | ドルトムント                 | 2 - 2 | 0 - 3 |
| ミラン                 | 2 - 4     | バルセロナ                   | 2 - 0 | 0 - 4 |
| レアル・マドリード     | 3 - 2     | マンチェスター・ユナイテッド | 1 - 1 | 2 - 1 |
| バレンシア             | 2 - 3     | パリ・サンジェルマン         | 1 - 2 | 1 - 1 |
| ポルト                 | 1 - 2     | マラガ                       | 1 - 0 | 0 - 2 |

### 第一戦
| 2013年2月12日 20:45 |

| セルティック | 0 - 3    | ユヴェントス                                   |
|              | レポート | マトリ 3分 · マルキジオ 77分 · ヴチニッチ 83分 |

| セルティック・パーク, グラスゴー 観客数: 57,917人 主審: アルベルト・ウンディアーノ |

| 2013年2月12日 20:45 |

| バレンシア | 1 - 2    | パリ・サンジェルマン            |
| ラミ 43分  | レポート | ラベッシ 10分 · パストーレ 43分 |

| エスタディオ・デ・メスタージャ, バレンシア 観客数: 48,000人 主審: パオロ・タガリベント |

| 2013年2月13日 20:45 |

| シャフタール・ドネツク                | 2 - 2    | ドルトムント                            |
| スルナ 31分 · ドウグラス・コスタ 68分 | レポート | レヴァンドフスキ 41分 · フンメルス 87分 |

| ドンバス・アリーナ, ドネツク 観客数: 49,050人 主審: ハワード・ウェブ |

| 2013年2月13日 20:45 |

| レアル・マドリード | 1 - 1    | マンチェスター・ユナイテッド |
| ロナウド 30分      | レポート | ウェルベック 20分            |

| エスタディオ・サンティアゴ・ベルナベウ, マドリード 観客数: 79,429人 主審: フェリックス・ブリッヒ |

| 2013年2月19日 20:45 |

| ポルト              | 1 - 0    | マラガ |
| モウティーニョ 56分 | レポート |        |

| エスタディオ・ド・ドラゴン, ポルト 観客数: 42,209人 主審: マーク・クラッテンバーグ |

| 2013年2月19日 20:45 |

| アーセナル      | 1 - 3    | バイエルン・ミュンヘン                             |
| ポドルスキ 55分 | レポート | クロース 7分 · ミュラー 21分 · マンジュキッチ 77分 |

| アーセナル・スタジアム, ロンドン 観客数: 59,974人 主審: セベイン・オドバル・モエン |

| 2013年2月20日 20:45 |

| ガラタサライ  | 1 - 1    | シャルケ        |
| ユルマズ 12分 | レポート | ジョーンズ 45分 |

| アリ・サミ・イェン・スポル・コンプレクシ, イスタンブール 観客数: 50,734人 主審: ウィリエ・コラム |

| 2013年2月20日 20:45 |

| ミラン                          | 2 - 0    | バルセロナ |
| ボアテング 57分 · ムンタリ 81分 | レポート |            |

| スタディオ・ジュゼッペ・メアッツァ, ミラノ 観客数: 79,532人 主審: クレイグ・トムソン |

### 第二戦
| 2013年3月5日 20:45 |

| マンチェスター・ユナイテッド | 1 - 2    | レアル・マドリード              |
| ラモス 48分 (o.g.)           | レポート | モドリッチ 66分 · ロナウド 69分 |

| オールド・トラッフォード, マンチェスター 観客数: 74,959人 主審: ジュネイト・チャクル |

二試合合計スコア 3-2でレアル・マドリードが準々決勝進出
| 2013年3月5日 20:45 |

| ドルトムント                                            | 3 - 0    | シャフタール・ドネツク |
| サンタナ 31分 · ゲッツェ 37分 · ブワシュチコフスキ 59分 | レポート |                        |

| BVBシュタディオン・ドルトムント, ドルトムント 観客数: 65,413人 主審: ダミル・スコミナ |

二試合合計スコア 5-2でドルトムントが準々決勝進出
| 2013年3月6日 20:45 |

| パリ・サンジェルマン | 1 - 1    | バレンシア    |
| ラベッシ 66分        | レポート | ジョナス 55分 |

| パルク・デ・プランス, パリ 観客数: 44,867人 主審: ミロラド・マジッチ |

二試合合計スコア 3-2でパリ・サンジェルマンが準々決勝進出
| 2013年3月6日 20:45 |

| ユヴェントス                      | 2 - 0    | セルティック |
| マトリ 24分 · クアリャレッラ 65分 | レポート |              |

| ユヴェントス・スタジアム, トリノ 観客数: 39,011人 主審: フィラト・アイヂヌス |

二試合合計スコア 5-0でユヴェントスが準々決勝進出
| 2013年3月12日 20:45 |

| シャルケ                              | 2 - 3    | ガラタサライ                                          |
| ノイシュテッター 17分 · バストス 63分 | レポート | アルトゥントップ 37分 · ユルマズ 42分 · ブルト 90+5分 |

| シュタディオン・ゲルゼンキルヒェン, ゲルゼンキルヒェン 観客数: 54,142人 主審: ヨナス・エリクソン |

二試合合計スコア 4-3でガラタサライが準々決勝進出
| 2013年3月12日 20:45 |

| バルセロナ                                     | 4 - 0    | ミラン |
| メッシ 5分, 40分 · ビジャ 55分 · アルバ 90+2分 | レポート |        |

| カンプ・ノウ, バルセロナ 観客数: 94,944人 主審: カッシャイ・ヴィクトル |

二試合合計スコア 4-2でバルセロナが準々決勝進出
| 2013年3月13日 20:45 |

| マラガ                            | 2 - 0    | ポルト |
| イスコ 43分 · サンタ・クルス 77分 | レポート |        |

| エスタディオ・ラ・ロサレーダ, マラガ 観客数: 27451人 主審: ニコラ・リッツォーリ |

二試合合計スコア 2-1でマラガが準々決勝進出
| 2013年3月13日 20:45 |

| バイエルン・ミュンヘン | 0 - 2    | アーセナル                     |
|                        | レポート | ジルー 3分 · コシールニー 86分 |

| フースバル・アレーナ・ミュンヘン, ミュンヘン 観客数: 68000人 主審: パベル･クラーロベツ |

二試合合計スコア 3-3、アウェーゴールの差でバイエルン・ミュンヘンが準々決勝進出

## 準々決勝
準々決勝、準決勝、決勝の組み合わせ抽選会は2013年3月15日にスイス・ニヨンで行われた。なお、この抽選にグループやリーグの制限はない。第1戦は2013年4月2-3日、第2戦は2013年4月9-10日に開催される。
| チーム #1              | 合計      | チーム #2    | 第1戦 | 第2戦 |
| ---------------------- | --------- | ------------ | ----- | ----- |
| パリ・サンジェルマン   | 3 - 3 (a) | バルセロナ   | 2 - 2 | 1 - 1 |
| バイエルン・ミュンヘン | 4 - 0     | ユヴェントス | 2 - 0 | 2 - 0 |
| マラガ                 | 2 - 3     | ドルトムント | 0 - 0 | 2 - 3 |
| レアル・マドリード     | 5 - 3     | ガラタサライ | 3 - 0 | 2 - 3 |

### 第一戦
| 2013年4月2日 20:45 |

| パリ・サンジェルマン                        | 2 - 2    | バルセロナ                                     |
| イブラヒモビッチ 79分 · マテュイディ 90+4分 | レポート | メッシ 38分 · シャビ・エルナンデス 89分 (pen.) |

| パルク・デ・プランス, パリ 観客数: 45,336人 主審: ヴォルフガング・シュタルク |

| 2013年4月2日 20:45 |

| バイエルン・ミュンヘン     | 2 - 0    | ユヴェントス |
| アラバ 1分 · ミュラー 63分 | レポート |              |

| フースバル・アレーナ・ミュンヘン, ミュンヘン 観客数: 68,000人 主審: マーク・クラッテンバーグ |

| 2013年4月3日 20:45 |

| マラガ | 0 - 0    | ドルトムント |
|        | レポート |              |

| エスタディオ・ラ・ロサレーダ, マラガ 観客数: 28,548人 主審: ヨナス・エリクソン |

| 2013年4月3日 20:45 |

| レアル・マドリード                             | 3 - 0    | ガラタサライ |
| ロナウド 9分 · ベンゼマ 29分 · イグアイン 73分 | レポート |              |

| エスタディオ・サンティアゴ・ベルナベウ, マドリード 観客数: 人 主審: スヴェイン・オドバル・モエン |

### 第二戦
| 2013年4月9日 20:45 |

| ドルトムント                                            | 3 - 2    | マラガ                        |
| レヴァンドフスキ 40分 · ロイス 90+1分 · サンタナ 90+3分 | レポート | ホアキン 25分 · エリゼウ 82分 |

| BVBシュタディオン・ドルトムント, ドルトムント 観客数: 76,462人 主審: クレイグ・トムソン |

二試合合計スコア 3-2でドルトムントが準決勝進出
| 2013年4月9日 20:45 |

| ガラタサライ                                  | 3 - 2    | レアル・マドリード   |
| エブエ 57分 · スナイデル 70分 · ドログバ 72分 | レポート | ロナウド 7分, 90+2分 |

| アリ・サミ・イェン・スポル・コンプレクシ, イスタンブール 観客数: 49,975人 主審: ステファヌ・ラノワ |

二試合合計スコア 5-3でレアル・マドリードが準決勝進出
| 2013年4月10日 20:45 |

| バルセロナ  | 1 - 1    | パリ・サンジェルマン |
| ペドロ 71分 | レポート | パストーレ 50分      |

| カンプ・ノウ, バルセロナ 観客数: 96,022人 主審: ビョルン・カイペルス |

二試合合計スコア 3-3アウェーゴールの差でバルセロナが準決勝進出
| 2013年4月10日 20:45 |

| ユヴェントス | 0 - 2    | バイエルン・ミュンヘン                |
|              | レポート | マンジュキッチ 64分 · ピサーロ 90+1分 |

| ユヴェントス・スタジアム, トリノ 観客数: 40,823人 主審: カルロス・ベラスコ・カルバージョ |

二試合合計スコア 4-0でバイエルンが準決勝進出

## 準決勝
第1戦は2013年4月23-24日、第2戦は2013年4月30-5月1日に開催された。
| チーム #1              | 合計  | チーム #2          | 第1戦 | 第2戦 |
| ---------------------- | ----- | ------------------ | ----- | ----- |
| バイエルン・ミュンヘン | 7 - 0 | バルセロナ         | 4 - 0 | 3 - 0 |
| ドルトムント           | 4 - 3 | レアル・マドリード | 4 - 1 | 0 - 2 |

### 第1戦
| 2013年4月23日 20:45 |

| バイエルン・ミュンヘン                            | 4 - 0    | バルセロナ |
| ミュラー 25分, 82分 · ゴメス 49分 · ロッベン 73分 | レポート |            |

| フースバル・アレーナ・ミュンヘン, ミュンヘン 観客数: 68,000人 人 主審: カッシャイ・ヴィクトル |

| 2013年4月24日 20:45 |

| ドルトムント                                    | 4 - 1    | レアル・マドリード |
| レヴァンドフスキ · 8分, 50分, 55分, 66分 (pen.) | レポート | ロナウド 43分      |

| ヴェストファーレンシュタディオン, ドルトムント 観客数: 65,829人 人 主審: ビョルン・カイペルス |

### 第2戦
| 2013年4月30日 20:45 |

| レアル・マドリード          | 2 - 0    | ドルトムント |
| ベンゼマ 83分 · ラモス 88分 | レポート |              |

| エスタディオ・サンティアゴ・ベルナベウ, マドリード 観客数: 69,429人 人 主審: ハワード・ウェブ |

2試合合計スコア4 - 3でドルトムントが決勝進出
| 2013年5月1日 20:45 |

| バルセロナ | 0 - 3    | バイエルン・ミュンヘン                           |
|            | レポート | ロッベン 49分 · ピケ 72分 (o.g.) · ミュラー 76分 |

| カンプ・ノウ, バルセロナ 観客数: 95,877人 人 主審: ダミル・スコミナ |

2試合合計スコア7 - 0でバイエルンが決勝進出

## 決勝
決勝戦は2013年5月25日にロンドンのウェンブリー・スタジアムで開催された。
| 2013年5月25日 19:45 BST |

| ボルシア・ドルトムント   | 1 - 2    | バイエルン・ミュンヘン              |
| ギュンドアン 68分 (pen.) | レポート | マンジュキッチ 60分 · ロッベン 89分 |

| ウェンブリー・スタジアム, ロンドン 観客数: 86,298 主審: ニコラ・リッツォーリ |

| ドルトムント | バイエルン |

| GK                 | 1  | ローマン・ヴァイデンフェラー |      |        |
| RB                 | 26 | ウカシュ・ピシュチェク       |      |        |
| CB                 | 4  | ネヴェン・スボティッチ       |      |        |
| CB                 | 15 | マッツ・フンメルス           |      |        |
| LB                 | 29 | マルセル・シュメルツァー     |      |        |
| DM                 | 8  | イルカイ・ギュンドアン       |      |        |
| DM                 | 6  | スヴェン・ベンダー           |      | 90+1分 |
| RW                 | 16 | ヤクプ・ブワシュチコフスキ   |      | 90+1分 |
| AM                 | 11 | マルコ・ロイス               |      |        |
| LW                 | 19 | ケヴィン・グロスクロイツ     | 73分 |        |
| FW                 | 9  | ロベルト・レヴァンドフスキ   |      |        |
| 控え               |    |                              |      |        |
| GK                 | 20 | ミッチェル・ランゲラック     |      |        |
| DF                 | 27 | フェリペ・サンタナ           |      |        |
| MF                 | 21 | オリヴァー・キルヒ           |      |        |
| MF                 | 5  | セバスティアン・ケール       |      |        |
| MF                 | 7  | モリッツ・ライトナー         |      |        |
| MF                 | 18 | ヌリ・シャヒン               |      | 90+1分 |
| FW                 | 23 | ユリアン・シーバー           |      | 90+1分 |
| 監督               |    |                              |      |        |
| ユルゲン・クロップ |    |                              |      |        |

| GK                 | 1  | マヌエル・ノイアー                     |      |        |
| RB                 | 21 | フィリップ・ラーム                     |      |        |
| CB                 | 17 | ジェローム・ボアテング                 |      |        |
| CB                 | 4  | ダンテ                                 | 29分 |        |
| LB                 | 27 | ダヴィド・アラバ                       |      |        |
| DM                 | 8  | ハビ・マルティネス                     |      |        |
| DM                 | 31 | バスティアン・シュヴァインシュタイガー |      |        |
| RW                 | 10 | アリエン・ロッベン                     |      |        |
| AM                 | 25 | トーマス・ミュラー                     |      |        |
| LW                 | 7  | フランク・リベリー                     | 73分 | 90+1分 |
| CF                 | 9  | マリオ・マンジュキッチ                 |      | 90+4分 |
| 控え               |    |                                        |      |        |
| GK                 | 22 | トム・シュターケ                       |      |        |
| DF                 | 5  | ダニエル・ファン・ブイテン             |      |        |
| MF                 | 11 | ジェルダン・シャチリ                   |      |        |
| MF                 | 30 | ルイス・グスタヴォ                     |      | 90+1分 |
| MF                 | 44 | アナトリー・ティモシュチュク           |      |        |
| FW                 | 14 | クラウディオ・ピサーロ                 |      |        |
| FW                 | 33 | マリオ・ゴメス                         |      | 90+4分 |
| 監督               |    |                                        |      |        |
| ユップ・ハインケス |    |                                        |      |        |